# 男性恋和女性恋

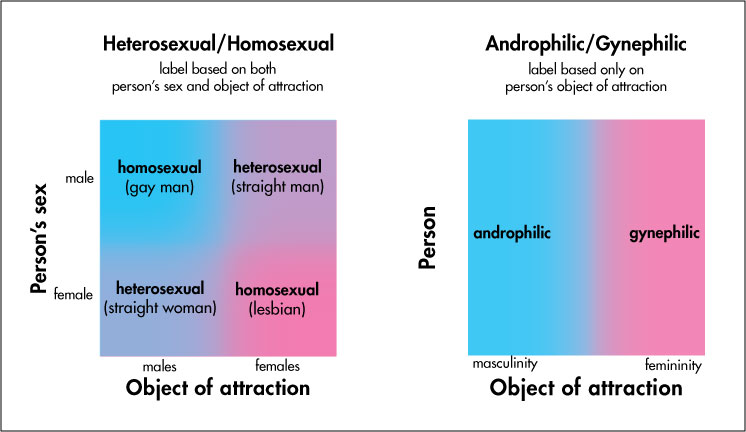
一张显示性别（X 轴）和性取向（Y 轴）关系的图表（以下简称XY表）。这张图表显示了一个人的性冲动目标如何不受性别的影响，而是受男性气质和女性气质的影响。

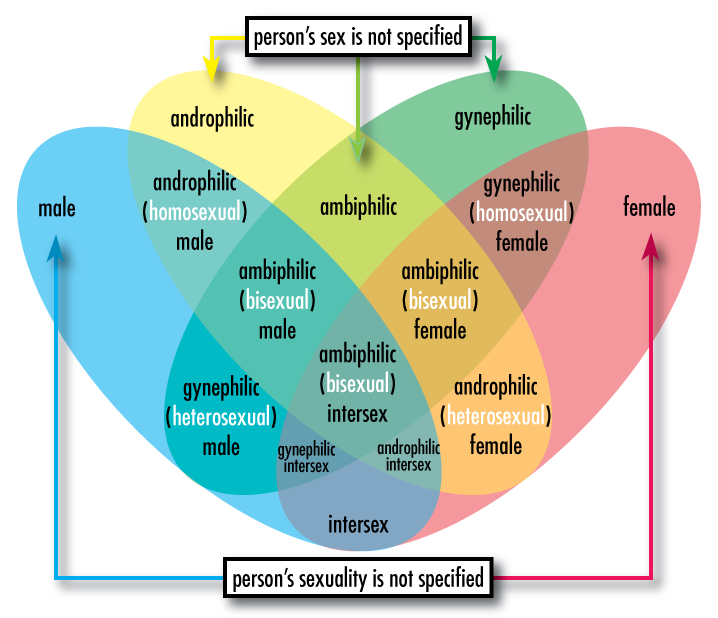
显示性和性关系的维恩图。同性恋、异性恋和双性恋均在括号中以白色字体显示，该维恩图展示了男性恋和女性恋不同群体之间具体的差异。

男性恋和女性恋（英語：Androphilia and gynephilia）是性学和行为科学中用来描述性取向的术语，男性恋描述的是对男性和男性气质产生的喜爱，女性恋则描述了对女性和女性气质的喜爱。
这些术语用于识别一个人所产生性冲动的对象，而不将生理性别或性别认同归因于该人，尤其适合用来描述那些非二元性别人群的性取向，例如双性人和跨性别者，因为用同性恋和异性恋等术语来描述这些群体的性取向时有可能产生误导。

## 早期用法

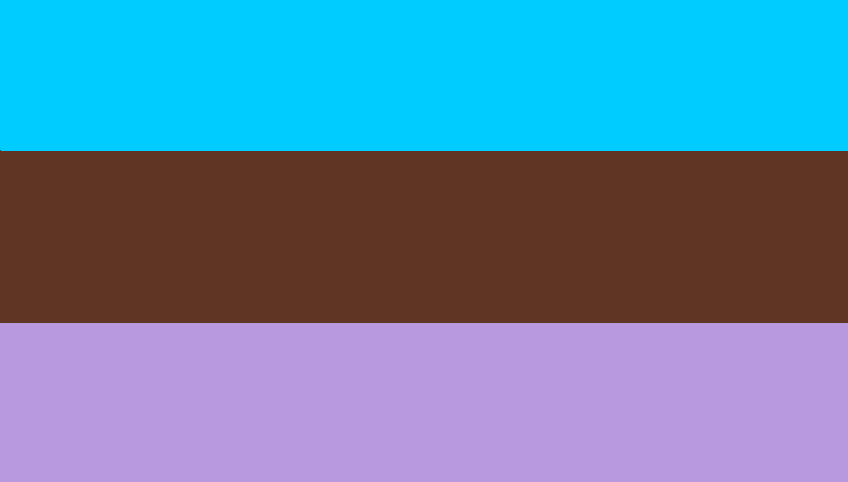
男性恋旗帜

### 恋男性
20世纪早期的德国性学家和医生马格努斯·赫希菲尔德将男同性恋者分为四类：
1. 恋童，最容易被青春期前的青年所吸引；
2. 恋少年，最容易被青春期至20岁出头的青年所吸引；
3. 恋成年，最容易被 20 岁到 50 岁之间的人所吸引；
4. 恋老，偏好老年男性。[7][8]

根据凯伦·富兰克林的说法，赫希菲尔德认为恋少年是常见且非病理性的，恋少年和恋成年各占同性恋人口的 45%。男男性行为这个词偶尔被用作恋男性的同义词。

### 恋女性

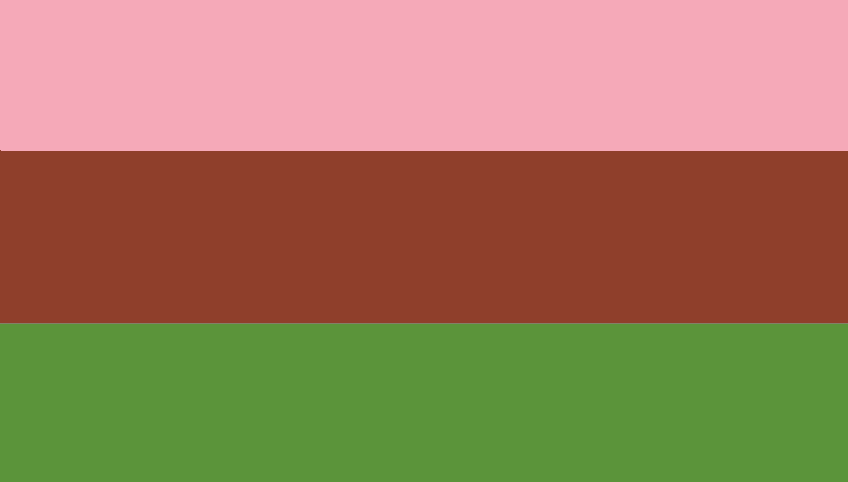
女性恋旗帜

该术语的词源最早出现在古希腊语中。在小抒情诗第8篇第60行中，忒奥克里托斯使用了（gynaikophilias）作为描述宙斯对女性欲望的委婉形容词。
西格蒙德·弗洛伊德他对朵拉的案例研究中使用了gynecophilic一词。他还在跟同行的通信使用过这个词。有时也使用变体拼写gynophilia。
较为少见的术语gynesexuality也被用作恋女性或女性恋同义词。

### 生物学和医学的替代用途
在生物学中，androphilic有时被用作anthropophilic的同义词，描述了对人类和非人类动物有雄性宿主偏好的寄生虫。Androphilic有时也用于描述某些蛋白质和雄激素的受体。

### 对成年人的性兴趣
在赫希菲尔德对男同性恋的四种分类之后，男性恋和女性恋有时会被用于描述根据年龄范围产生的性冲动，约翰·曼尼称之为年龄偏好的分类学中。在这样的分类中，对成年人的产生特别喜好被称为恋成人癖（adultophilia）。在这种语境下，androphilia和gynephilia是两种性别的变体，专门表示“对成年男性的偏好”和“对成年女性的偏好”。丹尼斯·豪伊特指出：
定义主要是一个理论问题，而不仅仅是分类问题，因为分类无论多么初步，都暗含了一定的理论。弗洛依德等人（1984年）使用拉丁语词汇按照性别和年龄的维度对性吸引力进行分类：女性恋——对成年生理女性的性兴趣；男性恋——对成年生理男性的性兴趣。

## 量表
库尔特·弗洛因德和贝蒂施泰纳于1982年开发了一个关于男性恋-女性恋的量表，其中男性恋有13个指标，女性恋有9个指标。后来雷·布蘭查德于1985年对其进行了修改，称为改良的男性恋-女性恋指数 (MAGI)。

## 性别认同和性别表达
马格努斯·赫希菲尔德最先区分了女性恋、双性恋、男性恋、无性恋、自恋和自性恋等术语。此后，一些心理学家提出使用跨性别同性恋、异性恋变装者、非同性恋变性者等词语。心理生物学家詹姆斯·D·韋因里希描述了这种学术界之间的分裂：
被男性吸引的男跨女变性者（有人称其为同性恋，而另一些人称其为男性恋）位于XY表的左下角，以便将他们与右下角是普通的顺性别男同性恋区别开。最后是被女性吸引的男跨女变性人（有些人称之为异性恋，有些人称之为女性恋或女同性恋）。

### 老旧术语的批评意见
自20世纪中叶以来，尽管从那时起人们对这些术语表示担忧，跨性别者使用了同性恋和变性恋相关术语。哈里·本杰明在1966年提到：
....“变性者是同性恋吗？”如果这个问题如果只能回答“是”和“否”。回答“是”出于考虑生理结构；回答“否”则优先考虑心理性别。

进行了变性手术并且现在的生理结构类似女性，会出现什么情况？“新女人”还被认为是男同性恋吗？如果保守谨慎占据上风，可能回答“是”。如果应用理性和常识，并且将相应的患者视为个体而不是橡皮图章，则回答“不是”。
许多学术来源，包括类型学一些支持者，批评这种措辞的选择是令人困惑和有辱人格的。生物学家布鲁斯·巴格米尔写道：“.. 在这个命名法中，“异性恋”或“同性恋”取向的参考点仅仅是个体的遗传性别。因此，这些标签忽略了个人对性别认同优先于生理性别的个人感觉。” 巴格米尔继续对这个术语的方式提出质疑，认为这样很容易宣传变性人作为同性恋男性试图摆脱耻辱。
莱维特和伯杰在1990年表示，“同性恋变性人的标签对于那些寻求变性的男性来说既令人困惑又充满争议。批评者认为，“同性恋变性人”一词是异性恋霸权，过时且有侮辱性，因为它按出生时的性别而不是他们后天自认为的性别来给人们贴标签。本杰明、莱维特和伯杰都在他们自己的论文中使用了这个词。
性学家约翰·班克罗夫特最近对他使用过这个术语表示反思，因为这在当时用来指代男性变性成的女性是符合标准的术语。他表示现在他会更加注意谨言慎行。性学家查尔斯·艾伦·莫泽同样对这个术语表达了批评态度。

### 支持男性恋和女性恋代替同性恋和异性恋术语的意见
心理学家罗纳德·朗之万在1980年代提出要普及男性恋和女性恋的术语使用。康复心理学家斯蒂芬·T·韦格纳写道：“朗之万就用于表述性非常的术语提出了几个具体建议。例如，他提出了gynephilic和androphilic的术语来表示无论个人的性别认同或外在着装如何，都更喜欢的伴侣性别。那些在这方面写作和研究的人最好采用他这些清晰又简洁的词汇。
精神病学家阿尼尔·阿格拉瓦尔解释了为什么这些术语在词汇表中很有用：
男性恋——对成年男性的浪漫取向或性取向。该术语与女性恋一起，需要克服表征跨性别者性取向的巨大困难。例如，很难确定一个被男性色情吸引的跨性别者是异性恋女性还是同性恋男性；或者被女性吸引的跨性别女人是异性恋男性或女同性恋。任何对它们进行分类的尝试不仅会引起混乱，而且会在受影响的对象中引起冒犯。在这种情况下，在定义性吸引力时，最好关注他们所喜欢的对象，而不是他们本身的性别。
性学家米爾頓·戴蒙德更喜欢gynecophilia这个词语，他写道：
异性恋、同性恋和双性恋这些术语更适合用作形容词，而不是名词，更适合用于形容性行为，而不是人本身。
戴蒙德鼓励使用男性恋、女性恋和两性恋描述一个人喜欢的性伴侣。这样的术语消除了特定影响力的社会群体，而是专注于性行为本身和性唤起的对象。在讨论变性人或双性人的伴侣时，这种用法特别方便。

由于同性恋者、男同性恋者和女同性恋者在许多社会中往往与偏执和排斥有关，因此强调性别的归属既恰当又符合社会正义。海伦·博伊德对此表示赞同，他写道：
将性取向定义为爱男人（男性气质）或爱女人（女性气质）会更准确。

## 非西方文化中的性别
一些研究人员主张使用男性-女性恋术语来避免西方社会性行为概念中固有的偏见。社会学家约翰娜·施密特在描写萨摩亚文化中的第三性别法阿法芬时指出：
克里斯·波萨、雷·布兰查德和肯尼斯·扎克(2004)还提出了一个论点，认为法阿法芬可以归类于“跨性别同性恋”。虽然没有提供明确的因果关系，但波萨、布兰查德和扎克使用跨同一词来指代法阿法芬这种对男性有性冲动的男跨女，这表明性取向和性别认同之间存在明显的联系。提到对于男同也发现了类似的出生次序的影响时，这一事实就加强了这种联系。但是没有考虑从作为女性性别身份中产生（而不是导致）对男性的性取向的可能性。
施密特认为，在承认第三性别的文化中，跨性别同性恋之类的术语与当地的文化标签不一致。她引用了保罗·瓦西和南希·巴特雷特的论文：“瓦西和巴特雷特揭示了诸如同性恋等概念的文化特殊性，他们继续使用更科学客观的术语，男性恋和女性恋，以了解法阿法芬和其他萨摩亚人的性行为。”
研究员萨姆·温特提出了类似的论点：
诸如同性恋和异性恋（以及“无性恋”和“双性恋”等）之类的术语是西方的概念。许多欧美以外的地区对这些术语并不熟悉，很难将其翻译成他们的母语或性世界观。然而，我借此机会记录下，我认为一个男性化的跨性别女人（即一个被男人性吸引的人）仍然是异性恋，因为她被另一个生理性别的成员吸引，而一个女性化的跨性别女人（即一个被女性吸引的人）是同性恋，因为她有同性偏好。我的用法与许多西方文献（尤其是医学）相反，后者坚持将女跨男和男跨女都称为同性恋（实际上分别是跨gay和跨les）。